# 红色市政厅
红色市政厅（德語：Rotes Rathaus）是德国柏林的市政厅，位于米特区亚历山大广场附近的市政厅大街（Rathausstraße）。
有些人認為臺灣總督府建築（今總統府）可能模仿了紅色市政廳的外型。

## 歷史
市政厅修建于1861年到1869年之间，意大利北部文艺复兴风格，由Hermann Friedrich Waesemann设计。它模仿了托伦（今属波兰）旧市政厅，以及法国拉昂圣母院。
这座建筑在二战中遭受盟军轰炸而损失惨重，1951年到1956年按原规划修复。重建的红色市政厅位于苏联占领区内，因此充当东柏林市政厅，而舍恩贝格区政府（Rathaus Schöneberg）用作西柏林市政厅。两德统一以后，1991年10月1日，统一的柏林市政府正式迁入。

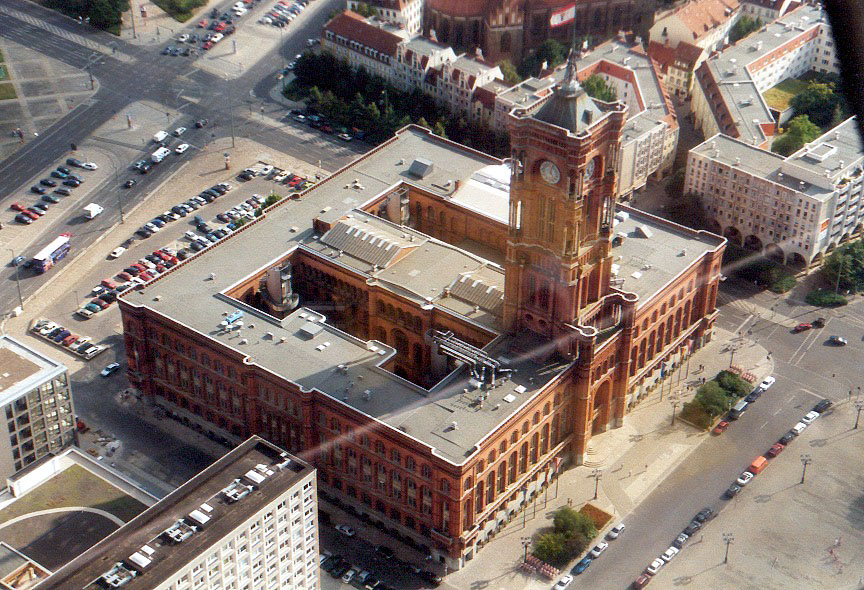
從柏林電視塔俯瞰紅色市政廳